# Danh sách chương trình truyền hình Đài Loan
Dưới đây là danh sách một số chương trình truyền hình Đài Loan:

## Tin tức
- TTV News (台視新聞) - TTV
- CTV News (中視新聞) - CTV
- CTS News (華視新聞) - CTS
- FTV News (民視新聞) - FTV
- PTS News (公視新聞) - PTS

## Chương trình trên trường quay

### Chương trình hài kịch
- Đài truyền hình Trung Thiên (CTi) - CTi Entertainment

- Celebrity Imitated Shows (全民最大黨) (2011-nay) - trước đây là Everybody Speaks Nonsenses II – Hot Pot (全民大悶鍋) (2004–2007)

### Talk show
- Đài truyền hình Trung Thiên (CTi) - CTi Variety

- Mr Con. and Mrs. Csi (康熙來了) (2004–nay)

### Chương trình tạp kỹ/giải trí
- Đài tuyền hình Đài Loan (TTV) - TTV Main Channel

- Diamond Club (鑽石夜總會) (2008-nay)
- Million Singer (百萬大歌星) (2008-nay)
- All Pass (百萬小學堂) (2008-nay)

- Đài truyền hình Trung Thị (CTV) - CTV Main Channel

- (綜藝大本營) (2011–nay)
- Guess (你猜你猜你猜猜猜) (2011–2012) - trước đây là 我猜我猜我猜猜猜 (1996–2010)

- Đài truyền hình Trung Thiên (CTi) - CTi Variety

- Did you went to University yet? (大學生了沒) (2007–nay)

- Đài truyền hình Bát Đại (GTV) - GTV Variety Show

- 100% Entertainment (娛樂百分百) (1997–nay)

- Đài truyền hình Tam Lập (SETTV) - SETTV Variety Show

- Showbiz (完全娛樂)

- Channel V Đài Loan

- Tôi yêu Hắc Sáp Hội/Wo Ai Hei Se Hui (我愛黑澀會) (2005-2009)
- Mô phạm Bổng Bổng Đường/Mo Fan Bang Bang Tang (模范棒棒堂) (2006-2009)

### Chương trình tìm kiếm tài năng
- Đài truyền hình Đài Loan (TTV) - TTV Main Channel

- Super Idol (超級偶像) (2007–nay)

- Đài truyền hình Trung Thị (CTV) - CTV Main Channel

- One Million Star (超級星光大道) (2007–nay)

- One Million Star (mùa 1) (超級星光大道 (第一屆)) (2007)
- One Million Star (mùa 2) (超級星光大道 (第二屆)) (2007)
- One Million Star (mùa 3) (超級星光大道 (第三屆)) (2008)
- One Million Star (mùa 4) (超級星光大道 (第四屆)) (2008)
- One Million Star (mùa 5) (超級星光大道 (第五屆)) (2009)
- One Million Star (mùa 6) (超級星光大道 (第六屆)) (2009)
- One Million Star Star Legend Contest (超級星光大道：星光傳奇賽) (2010)
- One Million Star (mùa 7) (超級星光大道 (第七屆)) (2010)

- Chinese Million Star (華人星光大道) (2011–nay)

## Chương trình thực tế
- Circus Action